# Couvent des Ursulines de Saint-Denis
Pour les articles homonymes, voir Couvent des Ursulines.
Le couvent des Ursulines est un ancien couvent situé à Saint-Denis (Seine-Saint-Denis), au 16 de la rue des Ursulines qui lui doit son nom.

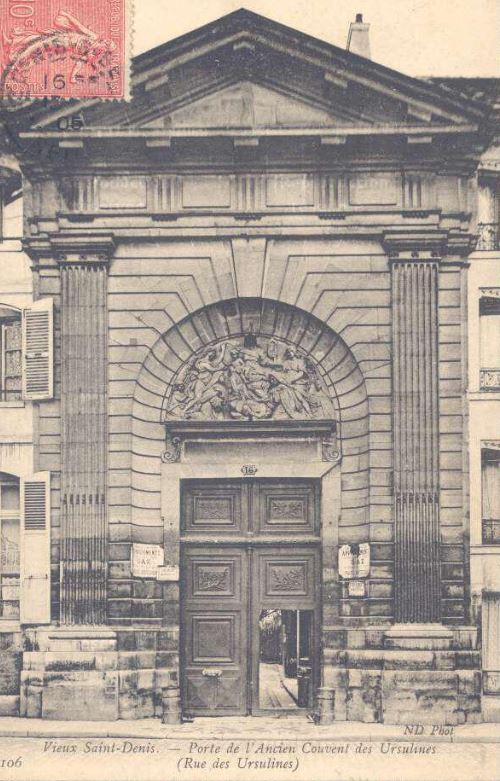
Carte postale (1905).

## Histoire
Le couvent des Ursulines, situé au cœur de la Ville de Saint-Denis, date de 1640.
Les religieuses travaillent à son rayonnement jusqu’à la Révolution française, notamment en ajoutant à leurs vœux une mission d’éducation des petites filles. La visite d’Anne d’Autriche et de son fils Louis XIV qui s’y réfugièrent pendant la Fronde a contribué à sa réputation.
En 1792, alors que l’Assemblée nationale décrète la suppression des communautés religieuses, les Ursulines doivent quitter le couvent et leurs biens sont vendus.
Le ministère de l’Intérieur en fait un magasin d’approvisionnement en 1799, avant que la Ville de Saint-Denis ne l’utilise comme hôpital en 1831.
Après avoir été racheté par des industriels qui font faillite, le couvent est revendu à deux entrepreneurs qui en démolissent une partie, la chapelle et le cloître, pour en récupérer les pierres.
Après ces années sombres, le couvent revient en héritage à Sœur Marie Gabrielle Grange. Elle le vend en 1956 à trois personnes qui établissent un règlement de copropriété.
Depuis lors le nombre de copropriétaires ne cesse d’augmenter pour atteindre une soixantaine aujourd’hui.

## Rénovation
Dès 1986, des démarches sont faites pour obtenir le classement des façades, des toitures, du portail et d’un escalier du XVIIe siècle, ainsi que l’ouverture du lieu au public.
De gros efforts de consolidation et d’assainissement des structures et des canalisations ont été réalisés sous le contrôle des Monuments historiques, mais il reste à lancer un important travail de restauration des façades et des toitures, dont l’état devient très préoccupant.
Le couvent des Ursulines de Saint-Denis est un bâtiment ancien qui nécessite continûment des travaux d’assainissement et de réfection des façades, des toits et des caves. Toutes les études, sur les parties classées ou non, sont proposés par nos architectes en accord avec les recommandations des Architectes des bâtiments de France. Les travaux sont décidés ensuite, suivant les priorités financières, par le Syndicat des copropriétaires lors des Assemblées générales.
Malgré les efforts importants des copropriétaires et de la Direction régionale des Affaires culturelles, les financements restent insuffisants pour préserver ce Monument historique de premier plan.
Ainsi, le délai de réfection de l’ensemble des toits et des façades nécessitera sûrement plusieurs décennies, sans compter les imprévus. En 2017, par exemple, une cheminée s’effondrait à cause de vents violents, en détruisant un pan de toiture.

## La promotion culturelle du lieu
Ce site est d’abord une copropriété soucieuse de faire connaître ce patrimoine commun remarquable, notamment en facilitant l’accès du public aux heures de visite. Il est donc maintenant possible de visiter le couvent les samedis et dimanches, avec pour guides ses résidents.
Pour contribuer à la dynamique de mise en valeur et de promotion culturelle du lieu, un groupe d’habitants crée en 1989 « l’Association des Amis du Couvent ».
Grâce à des cotisations et à des subventions, l’association organise chaque année trois événements publics gratuits. Ainsi, en 2018, la Fête du cinéma a permis la projection du film « Bon voyage », tourné en partie au couvent par J.P. Rappeneau en 2003, et la Fête de la musique a pu accueillir plus de deux cents personnes pour un grand concert orchestré par les deux jazzmen Emmanuel Bex et Olivier Temime.
Beaucoup de publicités pour l'immobilier y sont tournées.
Enfin les Journées du patrimoine sont chaque année l’occasion d’ouvrir le lieu à des visites guidées par les habitants, avec programmation d’un concert de musique classique ou d’une pièce de théâtre historique.

## Galerie

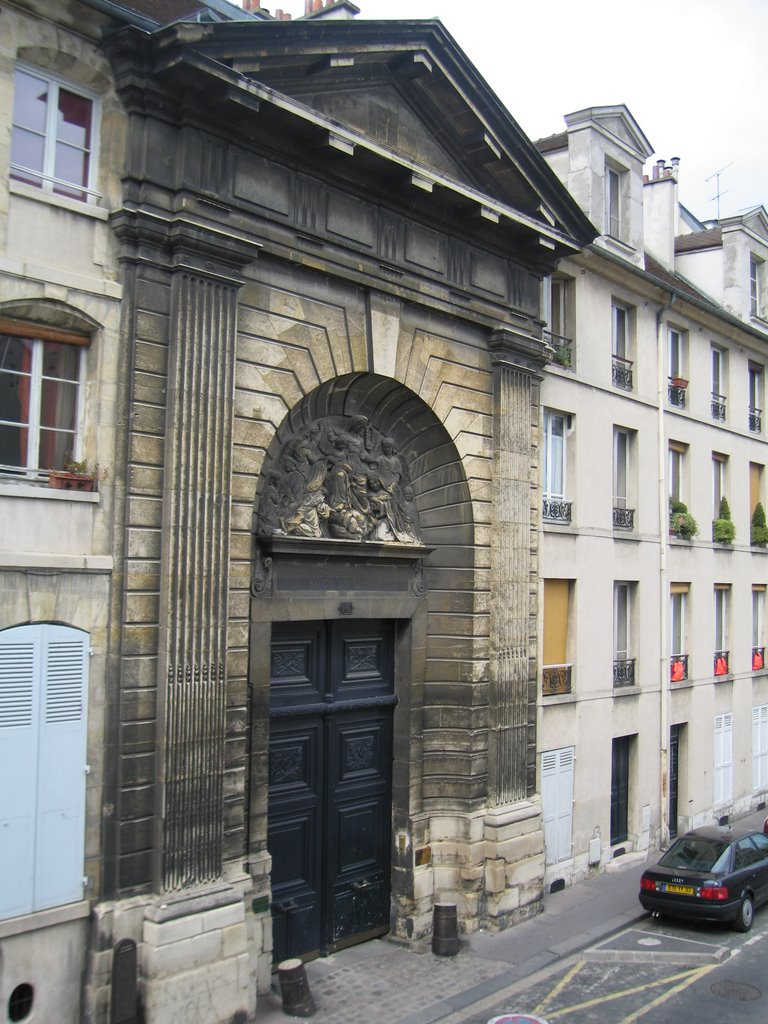
Portail d'entrée du couvent.
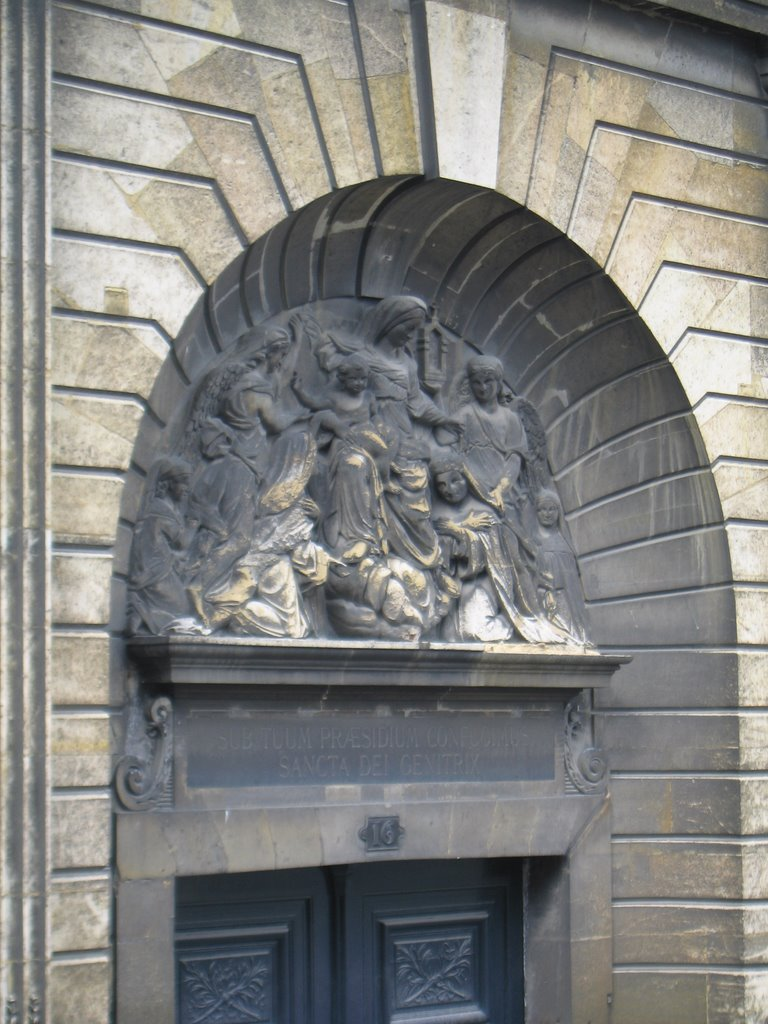
Tympan du portail, orné d’une Vierge à l’Enfant (seconde moitié du 17e siècle).
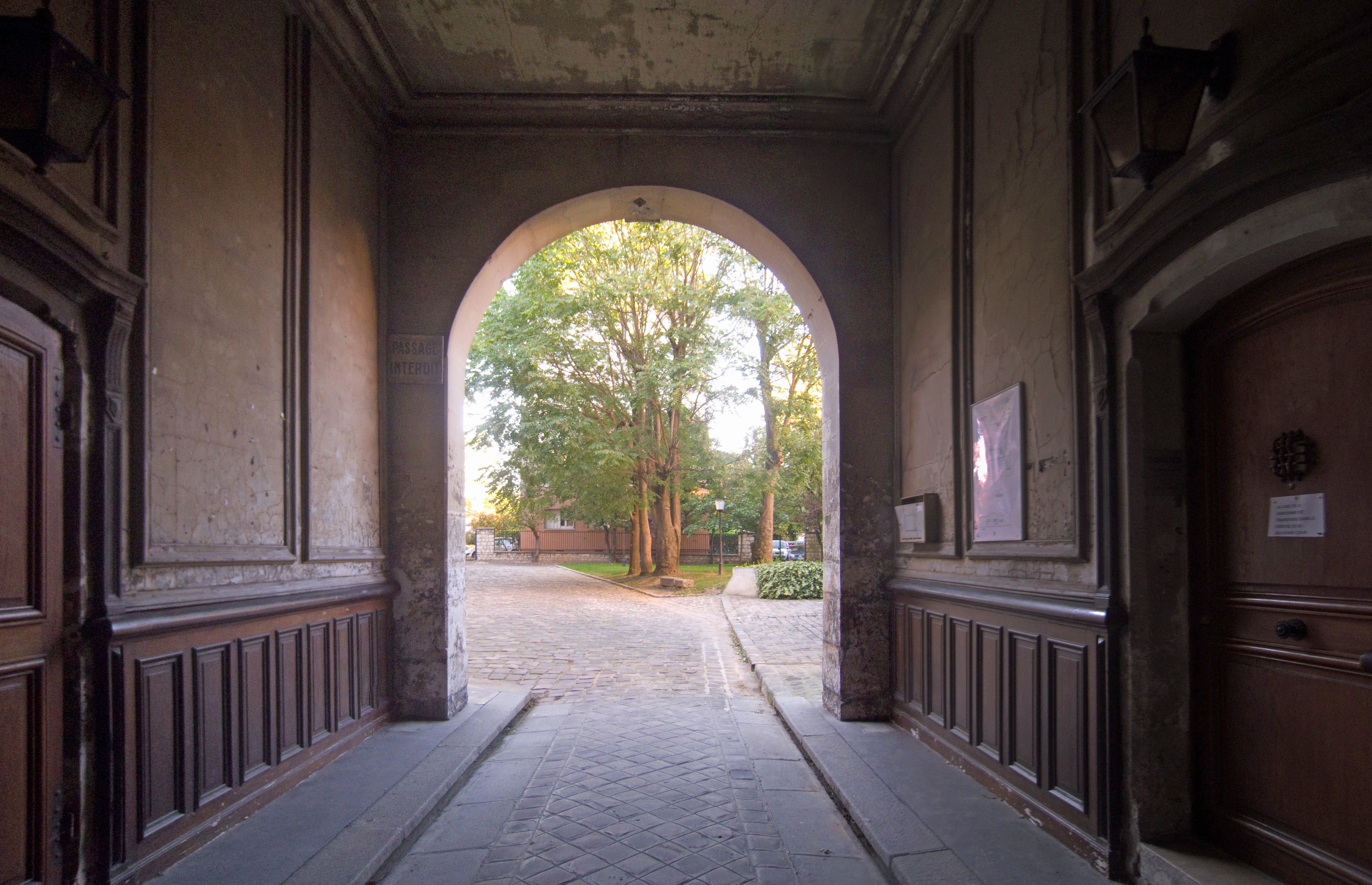
Porche d'entrée du couvent.
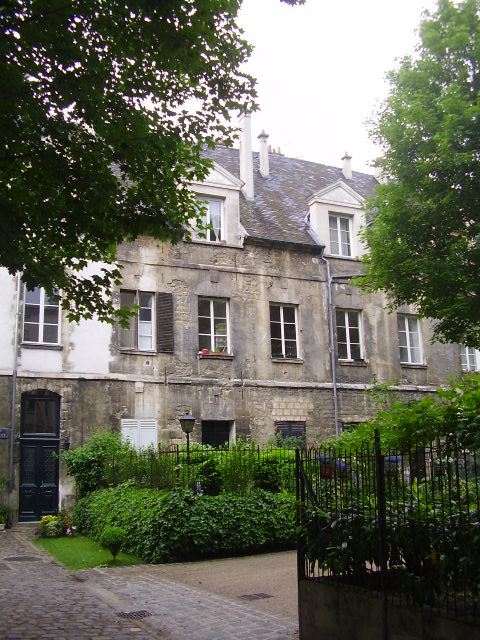
Bâtiment du cloître.